# Helen Maria Williams
Helen Maria Williams (Londen, 17 juni 1759 – Parijs, 15 december 1827) was een Britse schrijver en dichter. Ze is met name bekend vanwege haar ooggetuigenverslagen van de Franse Revolutie. Haar impact als schrijver was verder vrij marginaal.

## Biografie
Helen Maria Williams werd in 1759 geboren als de dochter van Charles Williams en Helen Hay. Haar ouders waren van Welshe en Schotse afkomst en na de dood van haar vader werd ze opgevoed in Berwick-upon-Tweed. Ze groeide op in een omgeving van Dissenters en hun provinciale Verlichting. Een van haar eerste mentors was de sociale en politieke hervormer Andrew Kippis. Hij hielp haar ook met de publicatie van haar eerste werk, Edwin and Eltruda: A Legendary Tale, in 1782. Kippis introduceerde Williams in Londen ook in de internationale en politieke wereld waar Benjamin Franklin en Pasquale Paoli deel van uitmaakten.
De Franse Revolutie had een grote impact op het leven van Williams en in de zomer van 1790 vertrok ze naar Frankrijk. Over haar reizen schreef ze het boek Letters Written in France. Ze keerde herhaaldelijk terug naar Frankrijk, waaronder in 1792. Williams bleef haar Girondijnse vrienden als Madame Roland steunen en schreef een werk waarin ze het beleid van Maximilien de Robespierre bekritiseerde. Deze editie van Letters from France moest dan ook anoniem verschijnen.
In oktober 1793 werden Williams en haar familie gevangen gezet door de Fransen, vanwege de oorlog tussen Frankrijk en Groot-Brittannië. Ze zat eerst vast in het Palais du Luxembourg en later in het klooster Les Anglaises. In totaal zat ze zes weken vast. In juli 1794 ging ze in ballingschap naar Zwitserland waar ze voor zes maanden verbleef. Tijdens haar periode in Zwitserland publiceerde ze A Tour in Switzerland, waarin ze zich positief uitliet over Napoleon Bonaparte. Later raakte Williams gedesillusioneerd over het beleid van Napoleon.
Omstreeks 1810 begon Williams zich toe te leggen op het vertalen van boeken. Zo vertaalde ze enkele werken van Alexander von Humboldt wat resulteerde in een levenslange vriendschap met de Pruisische wetenschapper. In 1817 verkreeg Williams de Franse nationaliteit, maar in de laatste jaren van haar leven had ze financiële problemen. Vanaf 1823 woonde ze voor een tijd in Amsterdam, waar haar nichtje Athanase Coquerel dominee was. In 1827, kort voor haar dood, keerde ze terug naar Parijs.

## Geselecteerde bibliografie
- 1781: Edwin and Eltruda: A Legendary Tale
- 1783: An Ode on the Peace
- 1784: Peru: A Poem; in Six Cantos
- 1786: Poems
- 1788: On the Bill…for Regulating the Slave-Trade
- 1790: Julia: A Novel; Interspersed with Some Poetical Pieces
- 1790-1796: Letters Written in France. O.a vertaald als: Brieven van Helena Maria Williams in den zomer des jaars 1790, uit Frankrijk aan eene vriendin in Engeland geschreeven; verscheidene anecdotes nopens de Fransche staatsomwenteling en de aandoenlijke historie van mijn heer en madame du F--- behelzende. Haarlem, bij J. van Walré en comp, 1791
- 1798: A Tour in Switzerland. Vertaald als: Reize in Zwitserland. Te Leyden, bij A. en J. Honkoop, 1798
- 1803: Correspondance politique et confidentielle de Louis XVI. Vertaald als: Vertrouwde briefwisseling van Lodewyk den XVI. met zijne broeders, en met verscheiden andere vermaarde persoonen, geduurende de laatste jaaren zijner regeering, en tot aan zijnen dood. Met aanmerkingen. Dordrecht, A. Blussé en zoon, 1804
- 1815: A Narrative of the Events Which Have Taken Place in France, from the Landing of Napoleon Bonaparte ... Till the Restoration of Louis XVIII

- Bibsys: 90332238
- Biblioteca Nacional de España: XX1765811
- Bibliothèque nationale de France: cb13513275t (data)
- Catàleg d'autoritats de noms i títols de Catalunya: 981058520434906706
- CiNii: DA03746735
- Gemeinsame Normdatei: 119156164
- International Standard Name Identifier: 0000 0001 0893 4703
- Library of Congress Control Number: n50015768
- Nationale bibliotheek van Australië: 35609828
- Nationale Bibliotheek van Israël: 987007296119305171
- Nederlandse Thesaurus van Auteursnamen: 069818673
- Réseau des bibliothèques de Suisse occidentale: 02-A000176722
- LIBRIS: 234701
- SNAC: w66m3n71
- Système universitaire de documentation: 029767687
- Trove: 1013830
- Virtual International Authority File: 44455306
- WorldCat: E39PBJxWYPGyT3WVK3HCvrGPwC